# Cá măng sữa
Cá măng sữa (danh pháp hai phần: Chanos chanos), còn gọi là cá măng biển, cá chua (tên địa phương) hay cá chẽm, là một loại cá thực phẩm quan trọng tại khu vực Đông Nam Á. Nó là loài duy nhất còn tồn tại trong họ Chanidae (hiện nay người ta đã biết có 7 loài khác đã tuyệt chủng trong 5 chi bổ sung khác).
Cá măng sữa nói chung có bề ngoài cân đối và dáng thuôn dài, dẹp hai bên, với vây đuôi chẻ khá lớn. Chúng có thể dài tới 1,7 m, nhưng thông thường chỉ khoảng 1 m. Chúng không có răng và nói chung ăn các loại tảo và động vật không xương sống.
Chúng có mặt ở Ấn Độ Dương và Thái Bình Dương, có khuynh hướng sống thành bầy xung quanh bờ biển và các đảo có đá ngầm. Các ấu trùng của chúng (cá bột) sống ở biển khoảng 2–3 tuần, sau đó chúng di cư vào các bãi lầy có đước, sú vẹt, các cửa sông và đôi khi là cả các hồ nước lợ, sau đó trở lại biển để trưởng thành và sinh sản.
Cá bột được vớt từ các cửa sông và nuôi trong các ao nuôi cá, tại đây chúng có thể ăn gần như bất kỳ thức ăn gì và lớn rất nhanh, sau đó được đem bán ở dạng hoặc là cá tươi, cá ướp đá, cá đóng hộp hay cá hun khói.
Loài cá này là biểu tượng quốc gia của Philippines, tại đây nó được gọi là bangus. Do cá măng sữa có nhiều xương hơn so với các loại cá thực phẩm khác ở nước này, nên cá măng sữa rút xương hay "bangus không xương" rất phổ biến ở các siêu thị và chợ tại quốc gia này.